# The Front Runner
The Front Runner é um filme de drama político estadunidense de 2018, dirigido por Jason Reitman e baseado no livro de 2014 All the Truth Is Out: The Week Politics Went Tabloid por Matt Bai, que co-escreveu o roteiro com Reitman e Jay Carson. O filme estrela Hugh Jackman como o senador americano Gary Hart, um potencial candidato à corrida presidencial de 1988 que acabou entrando em desgraça após sugestões dele ter um caso extraconjugal, e também conta no elenco com Vera Farmiga, J. K. Simmons, e Alfred Molina. 

## Ligações  externas
- The Front Runner. no IMDb.